# Garcilaso de la Vega (embajador)
García Laso de la Vega, o Garcilaso de la Vega (Badajoz, c. 1455 -Burgos, 8 de septiembre de 1512), fue un noble castellano, contino, capitán y miembro del Consejo Real, embajador en Roma (1494-1498), comendador mayor de León en la Orden de Santiago y señor de Arcos.
Fue el tercer hijo de Pedro Suárez de Figueroa y de Blanca de Sotomayor, y padre del célebre poeta de mismo nombre Garcilaso de la Vega, así como del comunero Pedro Laso de la Vega.

## Primeros años
Adoptó el apellido de la abuela, Elvira Laso de la Vega, hermana del marqués de Santillana. En 1471 recibe una merced del rey Enrique IV de Castilla. En 1479, siendo maestresala de la reina Isabel I de Castilla, recibe una merced por los servicios prestados, entre ellos, su participación en la guerra por el trono de Castilla. Entre 1481 y 1488 fue contino de los Reyes Católicos. 
Durante la guerra de Granada, participó en el asedio de Vélez-Málaga de 1487, así como en la toma de Vera en 1490.

## Embajador en Roma
En febrero de 1494, y ante la inminencia de la invasión de Italia por parte de Carlos VIII de Francia, fue remitido a Roma como embajador permanente plenipotenciario de los Reyes Católicos cerca de la persona del pontífice Alejandro VI, cargo que mantuvo hasta junio de 1499. Le sucedió en el cargo su hermano Lorenzo Suárez de Figueroa, que tendría la embajada entre 1499 y 1502. 
Siendo embajador tuvo que tomar las armas: en 1494 defendió el castillo Sant'Angelo de las tropas francesas, y en 1497 participó en el asedio de Ostia junto al Gran Capitán, para desalojar a las tropas a cargo de Menao de Guerra.
Garcilaso reunía en su persona la audacia para hablar con franqueza al pontífice, con una cuidada formación en protocolo, una aguda sensibilidad literaria-musical, y unas dotes diplomáticas alabadas por el mismo Luis XII de Francia, que lo consideraba “embajador de los Reyes, y Rey de los embajadores”.

## Tenencias y alcaidías
Tuvo la tenencia de la alcaidía de Jérez de la Frontera desde 1495 hasta su muerte. Fue alcaide de la fortaleza de Vera desde 1501, y la tenencia de la alcaidía de la fortaleza y capitanía de Gibraltar desde 1502 hasta su muerte. 

## Otros cargos en la Corte
Miembro del Consejo Real desde 1502, presidió las Cortes de Toro a la muerte de la reina, y en 1506 fue nombrado ayo y camarero mayor del entonces infante don Fernando. Al apoyar en la disputa por la gobernación de Castilla a Felipe el hermoso, Fernando el Católico le retiró su favor.